# 101e division d'infanterie territoriale
Pour les articles homonymes, voir 101e division.
La 101e Division d'Infanterie Territoriale est le nom d'une unité de l'armée française.

## Les chefs de la101eDivision d'Infanterie Territoriale
- 19 mai 1915 - 19 juin 1916 : Général Lasserre
- 19 juin - 26 novembre 1916 : Général Beaudemoulin

## Première Guerre mondiale

### Composition
- 201e brigade d'infanterie

223e régiment d'infanterie territoriale
279e régiment d'infanterie territoriale
- 202e brigade d'infanterie

259e régiment d'infanterie territoriale
268e régiment d'infanterie territoriale
- Cavalerie :

1 escadron du 10e régiment de chasseurs à cheval de juin à novembre 1915
1 escadron du 9e régiment de chasseurs à cheval de novembre 1915 à novembre 1916
- Artillerie :

1 groupe de 90 du 23e régiment d'artillerie de campagne

### Historique

#### 1915
- 25 mai : constituée le 25 mai dans la région de Bourges.
- 10 août - 30 septembre : transport par V.F. dans la région de Meaux ; travaux vers Mitry-Mory et Claye-Souilly puis à partir du 20 septembre vers Morienval et Longpont.
- 30 septembre - 25 octobre : transport par V.F. dans la région de Tronville-en-Barrois. Du 14 au 18 octobre, éléments en secteur vers Chauvoncourt (sous les ordres de la 67e D.I.) ; à partir du 18 octobre, travaux vers Woimbey et Villers-sur-Meuse.
- 25 octobre 1915 - 21 mai 1916 : mouvement vers le sud de Commercy ; travaux de deuxième ligne et éléments en secteur vers Flirey et Gironville-sous-les-Côtes.

#### 1916
- 21 mai - 18 novembre : occupation d'un secteur entre l'étang de Vargévaux et Saint-Agnant-sous-les-Côtes. À partir du 18 décembre, occupation d'un nouveau secteur vers Kœur-la-Grande et Dompcevrin.
- 18 - 26 novembre : retrait du front, transport par camions vers Naix-aux-Forges.
- 26 novembre : dissolution.

### Rattachements
- Affectation organique : isolée de juin 1915 à novembre 1916
- 1re armée

25 octobre 1915 - 26 octobre 1916
- 2e armée

26 octobre - 26 novembre 1916
- Intérieur

25 mai - 11 août 1915
- Gouverneur Militaire de Paris

11 août - 1er octobre 1915
- Région fortifiée de Verdun

1er - 25 octobre 1915